# Partito del Risveglio Nazionale
Il Partito del Risveglio Nazionale (in indonesiano Partai Kebangkitan Bangsa, PKB) è un partito politico islamista moderato  indonesiano. 
Il PKB è stato fondato nel 1998, da alcuni tradizionalisti islamici vicini al movimento Nahdlatul Ulama. Nella fondazione del PBK, infatti, svolse un ruolo decisivo Abdurrahman Wahid, detto Gus Dur, leader di NU, che aveva già dichiarato la Pancasila compatibile con l'ideologia di NU e che fu il primo Presidente dell'Indonesia eletto democraticamente dopo la fine del regime di Suharto.
Alle elezioni politiche del 2019 il PKB ha preso parte alla Coalizione Indonesiana del Lavoro (Koalisi Indonesia Kerja, KIK), della quale facevano parte, tra gli altri, anche il Partito Democratico Indonesiano di Lotta (socio-liberali), il Partito dei Gruppi Funzionali (populista conservatore) e il Partito Nazionale Democratico (riformisti). La coalizione sosteneva il presidente uscente Joko Widodo, che ha sconfitto l'avversario Prabowo Subianto del Partito del Movimento della Grande Indonesia.

## Risultati elezioni
| Anno | % Voti |
| ---- | ------ |
| 1999 | 12,61  |
| 2004 | 10,57  |
| 2009 | 4,94   |
| 2014 | 9,04   |
| 2019 | 9,69   |